# 深中通道
深中通道，全稱深圳至中山跨江通道，是橫跨珠江口、連接中國廣東省深圳市與中山市的大型跨海交通通道，由深中隧道、深中大橋和中山大桥自东向西跨越珠江；另有南沙聯絡線連接廣州市南沙區。深中通道属于中国国家高速公路网編制中G2518深岑高速公路的起点段，其在地理位置上与虎门大桥和港珠澳大桥平行，成为粤港澳大湾区内第三座横跨珠江口的交通通道。

## 歷史

### 构想提出
1983年，香港合和集團主席胡應湘提出興建伶仃洋大橋，連接香港和珠海。1998年香港的青嶼幹線通車，胡應湘又提出香港應善用青馬大橋等基建設施；於是大橋香港起點改為大嶼山，原伶仃洋大橋計劃擱置，並再加入澳門（單Y方案）和深圳市（雙Y方案），其中後者（雙Y方案）在東、西兩端分別以香港、深圳，和珠海、澳門為落腳點，在中間某處匯合共線。惟最後雙Y方案在2005年被否決。
1998年，中山市规划局就提出了建设深中通道的设想。
2004年，“深中通道”就被提上议程，当年原深圳市交通局与深高速联合委托中国公路工程咨询监理总公司和铁道第四勘察设计院开展“深中通道”研究工作，初步提出“采用公铁合建的隧道过江方案”。
2006年中旬，深圳市政府提出興建“深中大橋”，以連接深圳市和中山市，而大橋位於港珠澳大橋北面。
同时，珠海市也提出規劃興建伶仃洋通道，位於深中通道和港珠澳大橋之間，東邊落腳點規劃為前海深港现代服务业合作区，西邊落腳點為淇澳島。

### 定案
2012年11月，廣東省交通廳公示推薦方案，採用“東隧西橋”方式興建，並同時開始進行環評公示。在广州极力争取下，2015年交通厅向交通部上报的《深中通道项目通航安全影响论证报告》将深中大桥通航净高由73.5米提升至76.5米。

### 建设
2016年12月28日，西人工岛先行开建。2017年12月21日，深中通道东人工岛开工建设。2018年4月18日，广东省交通集团披露施工承包合同已于近日签订，月底逐步开展临建设施施工；6月28日，海底隧道工程开工建设；9月6日，深中大桥和中山大桥首根桩基同日开钻；12月15日，廣州市人大常委會將财新月初对與大橋建设方案相關爭議的報道轉載至官網頭條位置，最终未能改变既定方案。
2021年1月22日，深中通道E7管节完成沉放对接，同时深中通道伶仃洋大桥西锚碇底板施工全部完成。9月21日，中山大桥主塔封顶。2022年6月28日，深中通道中山大桥段合龙。
2022年6月30日，深中通道沉管隧道基槽全线贯通。7月22日，东侧管道全部完成安装。8月12日，海底隧道所有管道预制完成。9月25日，伶仃洋大桥主缆架次全部铺设完成。

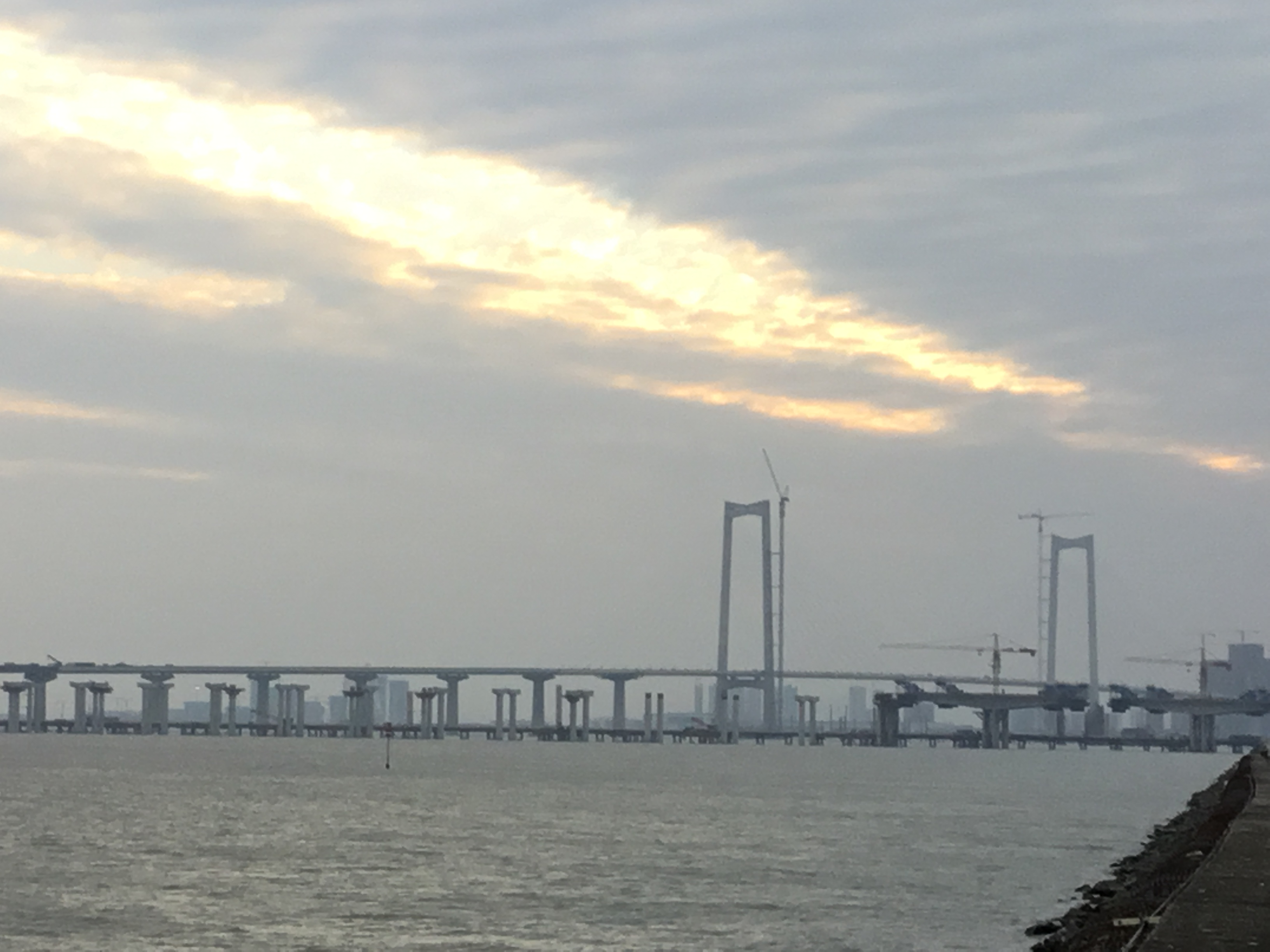
2023年1月在建的深中通道

2023年1月，全线开始钢桥面铺装。4月28日，伶仃洋大桥正式合龙。6月11日，深中通道海底隧道合龙。11月28日，深中通道海底隧道贯通，标志着深中通道主线已贯通。
2024年3月3日， 深中通道FJ2标钢结构主体全面封顶，工程接近尾声。4月22日， 深中通道完成橋樑荷載測試，預計最快6月通車。5月16日，深中通道沥青路面全线施工完成全线摊铺。6月7日，深中通道桥梁工程“伶仃洋大桥”定名为“深中大桥”。2024年6月16日，深中通道通过交工验收。

### 开通
2024年6月30日15时，深中通道正式通车试运营，西人工岛举行了开通仪式。然而由于尝鲜的民众过多，且不少私家车车主将车停在路边进行摆拍，导致深中通道开通首日出现严重拥堵。因而有旅游巴等待超4小时方才进入通道入口，亦有拥堵多时的巴士选择折返或改行虎门大桥。交警一度在深圳一侧的入口拦截以控制车流。7月1日，官宣首日車流量接近8萬架次。6月30日15時至7月1日15時為12.5萬架次。截至7月7日下午3时，开通首周总车流量超过72万车次，日均车流量超10万车次。
2024年10月30日，连接广州市南沙区的深中通道南沙支线建成通车。
因通行条件复杂特殊，深中通道全线全时段禁止危险货物运输车辆通行。另外在试运营期间，对4类及以上（即总轴数（含悬浮轴） 为4轴及以上）货车采取禁止通行的临时交通管制措施。

### 运营
2024年6月30日至10月7日，深中通道通车百日总车流量达到约890万车次；国庆假期（10月1日至7日），总车流约106万车次；2025年4月4日清明节在施工中车流量达17.84万辆次，再创新高。
2024年10月25日13时12分，深中大桥一辆载满零售批发食品的汽油小货车在深中通道深中大桥中山往深圳方向行驶中突发起火，火势较大并将白色主缆烧黑。深中通道路网调度中心通知相关部门救援，管理中心启动火灾事故专项应急预案Ⅱ级响应。19分消防接警，35分扑灭现场明火，15时恢复第一、第二车道通行。经初步评估，本次起火事件未对主缆等主要受力构件造成影响。主缆被称为“生命线”，在全寿命周期内无法更换。
2025年4月，深中通道管理中心启动深中通道缆索体系防火工程施工，计划工期当年4月1日-12月31日每日6:00-19:00。施工期间深中大桥将占用应急车道，吊装作业时段将短时占用应急车道+第四行车道。中山大桥将占用应急车道+第四行车道。

## 设计

### 方案选择
深中通道最早于2009年6月完成的《深圳至中山过江通道工可路线方案研究报告》中提供三种预选路线方案：A方案直接从中开高速接深圳机场南，这是深、中两地最短距离，对深圳最为有利；B方案则要绕经广州南沙港区，属于折中方案；最北的C方案则接常虎高速。
C方案与2011年3月广东西部沿海铁路项目建议书、7月《新建深圳至茂名铁路项目》方案中的路线基本吻合，在虎门公路大桥下游沙角附近新建公铁两用大桥跨越珠江，与深中通道一直倡导的“公铁两用”形成矛盾，且可能与深中通道争抢规划进度。广东省发改委主任李妙娟在2011年1月广东省两会上曾表示，深中通道的落点涉及广州、深圳、中山三市，三市彼时“尚未形成统一意见”，多方意见争议较大。
深中通道线路规划确定为A方案后有4个建设比选方案，分别如下：
- A1方案：全桥，全长54.32公里
- A2方案：西隧东桥，53.52公里，伶仃航道隧道＋矾石航道桥梁，在伶仃航道两侧设人工岛，两岛相距6公里
- A3方案：东隧西桥，全长50.85公里，伶仃航道桥梁＋矾石航道隧道，在伶仃航道东侧4.5公里左右处设西人工岛，向东下穿矾石航道
- A4方案：全隧道，全长49.915公里，隧道长度15.2千米，在伶仃航道西侧4.3公里左右处设西人工岛，向东下穿伶仃航道和矾石航道
  - A4-1方案[71][72]：全隧优化方案，隧道长度13.5千米，在龙穴岛南端扩建人工岛，向东下穿伶仃航道和矾石航道

在综合考虑潮位、水流、深圳宝安机场航空安全、防洪控制等因素，以及设计、施工及运营阶段的风险和造价等因素后，深中通道設計最終推薦使用A3方案（西桥东隧）。

### 整体设计
深中通道全长24公里，双向共八车道，設計速度為100公里每小時。起點位於深圳市寶安區西鄉鹤洲立交，與機荷高速公路對接，以隧道和大橋穿過珠江口中部的矾石航道；西段伶仃航道興建一座通航用特大橋樑；最後在中山市翠亨新区马鞍岛上陸；此外在洪其沥水道东侧的水面上设有互通，向北引出往廣州南沙方向的万顷沙連接線。向西接中開高速公路往江門市（大廣海灣、開平）。
深中通道采用东隧西桥的布局，其中海底隧道长约6.84公里，桥梁部分全长约17公里。桥梁段包括两个航道桥，西侧为中山大桥，东侧为深中大橋（建设时暂名“伶仃洋大桥”）。工程亦在深圳近海新建兩座人工島以貫通隧道。两座人工岛主要承担运营管理、应急救援等功能，其中西人工岛规划有科普教育基地。

### 桥梁和隧道

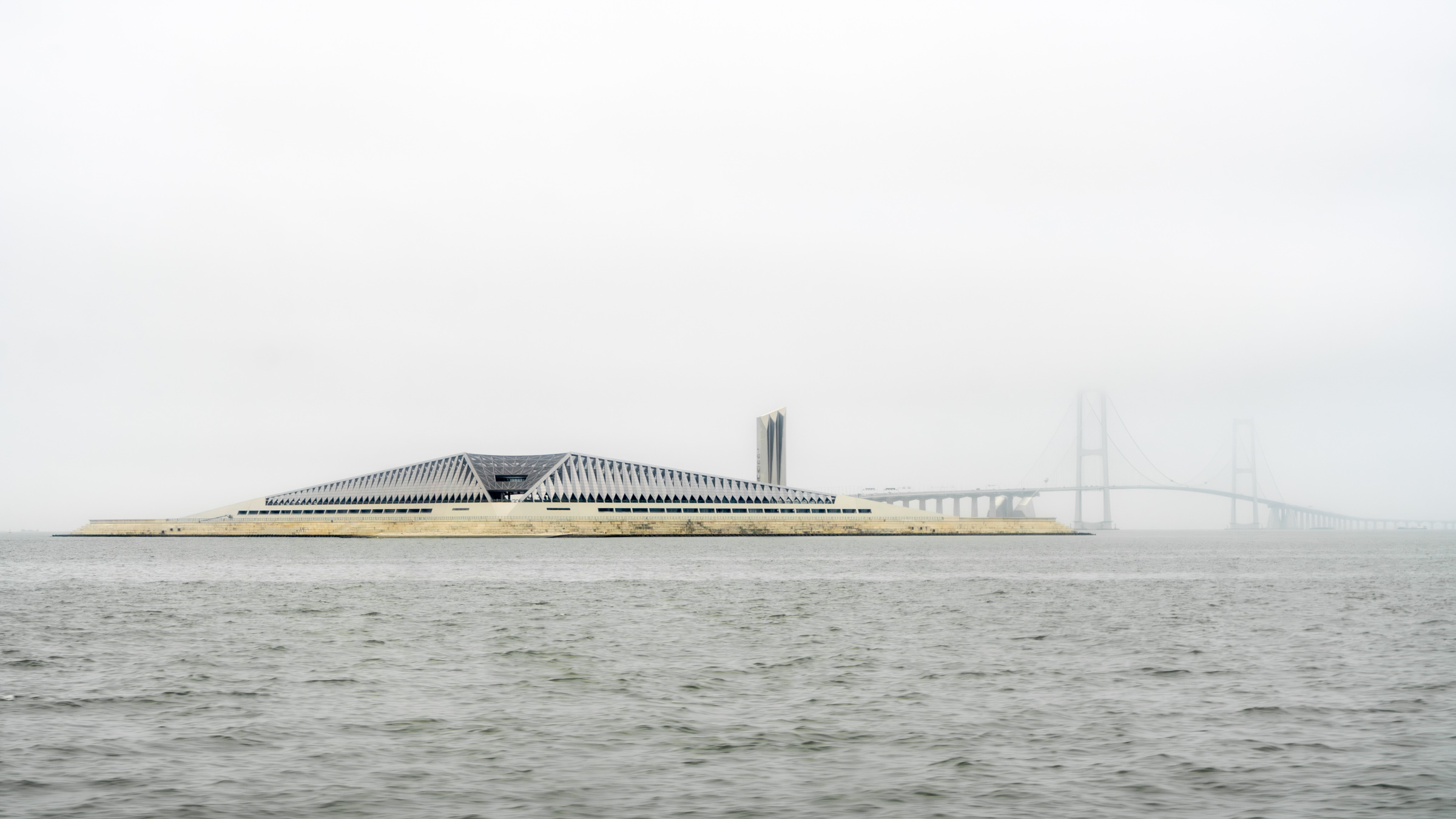
从伶仃洋水面拍摄的深中大桥与西人工岛

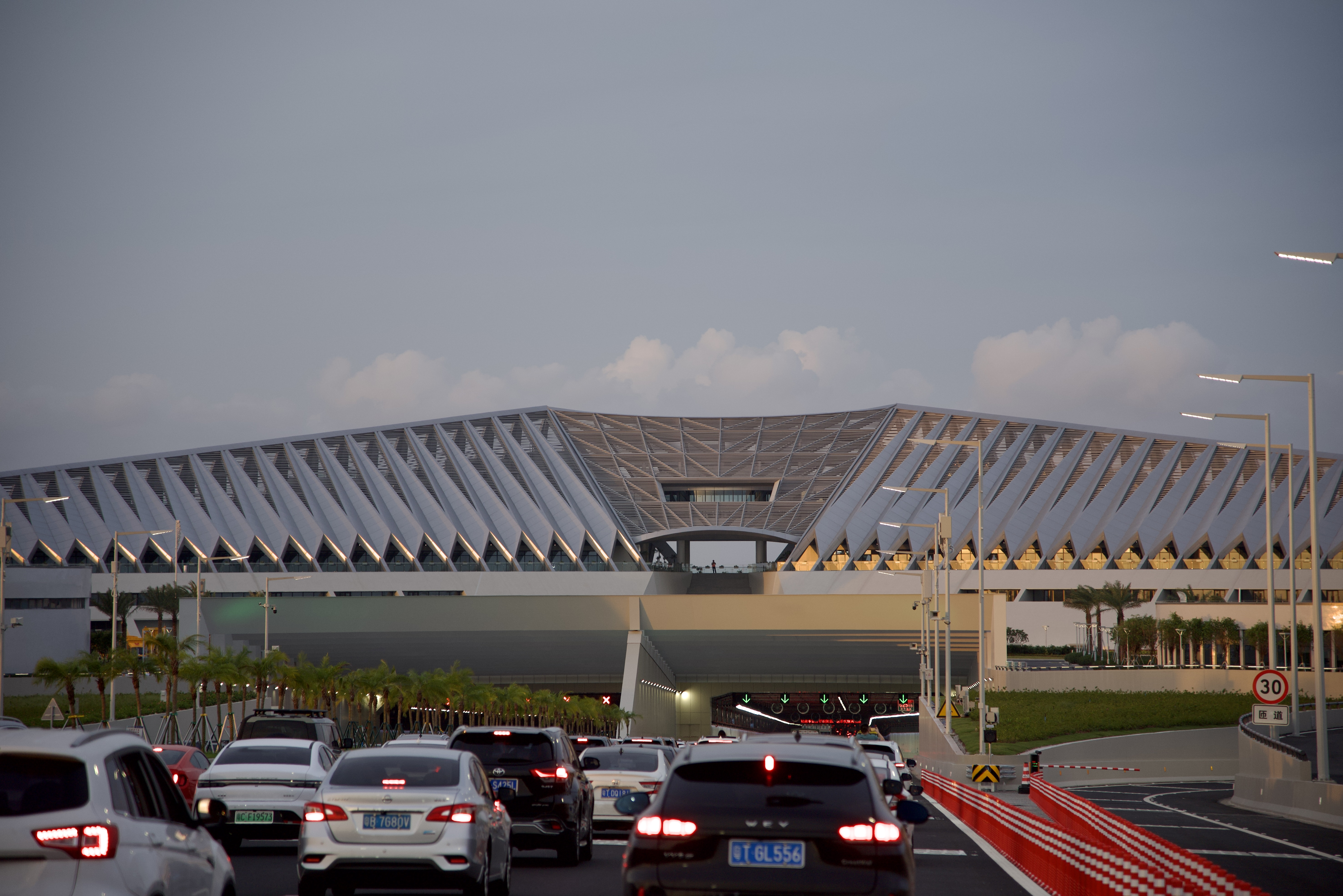
位于西人工岛的深中隧道入口

深中隧道为世界最长、最宽的钢壳混凝土沉管隧道。隧道工程内亦配有14台智能巡检机器人，其全彩景观灯带可以根据环境温度、车流状况变色，也可根据紧急事件情况变换为红、黄、绿色。
深中大橋为主跨1666米的全漂浮系悬索桥，共设两根主缆，每根最大纜力10万餘吨。大桥长约2.83公里，两根索塔高约270米，高约90层楼高。而大桥两侧猫道长约3.3公里，最低点距离海面约90米，最高约270米。该桥建成通车后，将成世界上最长的海中大桥、世界上最大跨径海中钢箱梁悬索桥和世界上最高通航净空尺度的跨海桥梁。
中山大桥为主跨580米的双塔斜拉桥，主塔高213.5米，由120根斜拉索连接主塔与桥面，其中西塔位于中山翠亨新区马鞍岛，东塔位于广州万顷沙镇东侧。

## 利用现状

### 效益
工程建成後，珠三角东西两岸将会打通，拉近了西岸南沙、中山、珠海、江门、阳江、茂名、湛江乃至海南省与东岸深圳、东莞、惠州、汕尾等地的时空距离。由中山至深圳駕車用時將由現在的超過90分鐘大大縮短至30分鐘內，同时亦将香港与中山的时空距离缩短在1小时内，此外更可在节假日紓緩虎門大橋和南沙大桥的擠塞情況。

### 收费标准
2024年1月30日，广东省发展和改革委员会召开深中通道车辆通行费收费标准听证会，此次听证会提出两套听证方案，方案提出深中通道全线车辆通行费收费标准为每标准车次66元人民币。5月30日，广东省交通运输厅网站公布深中通道（翠亨东至西乡北）的通行费，以粤通卡方式支付的收费金额为65.2元，以现金方式支付的收费金额为69元。6月27日，深中通道全程通行费在新闻通气会上正式公布，全线车辆通行费收费标准为每标准车次66元。其中，1至4类客车的收费系数分别为1、1.5、2、3；1至6类货车的收费系数分别为1、2.1、3.16、3.75、3.86、4.09。深中通道同时实施国家和省公布的高速公路优惠政策和措施。

## 互通枢纽及服务设施列表

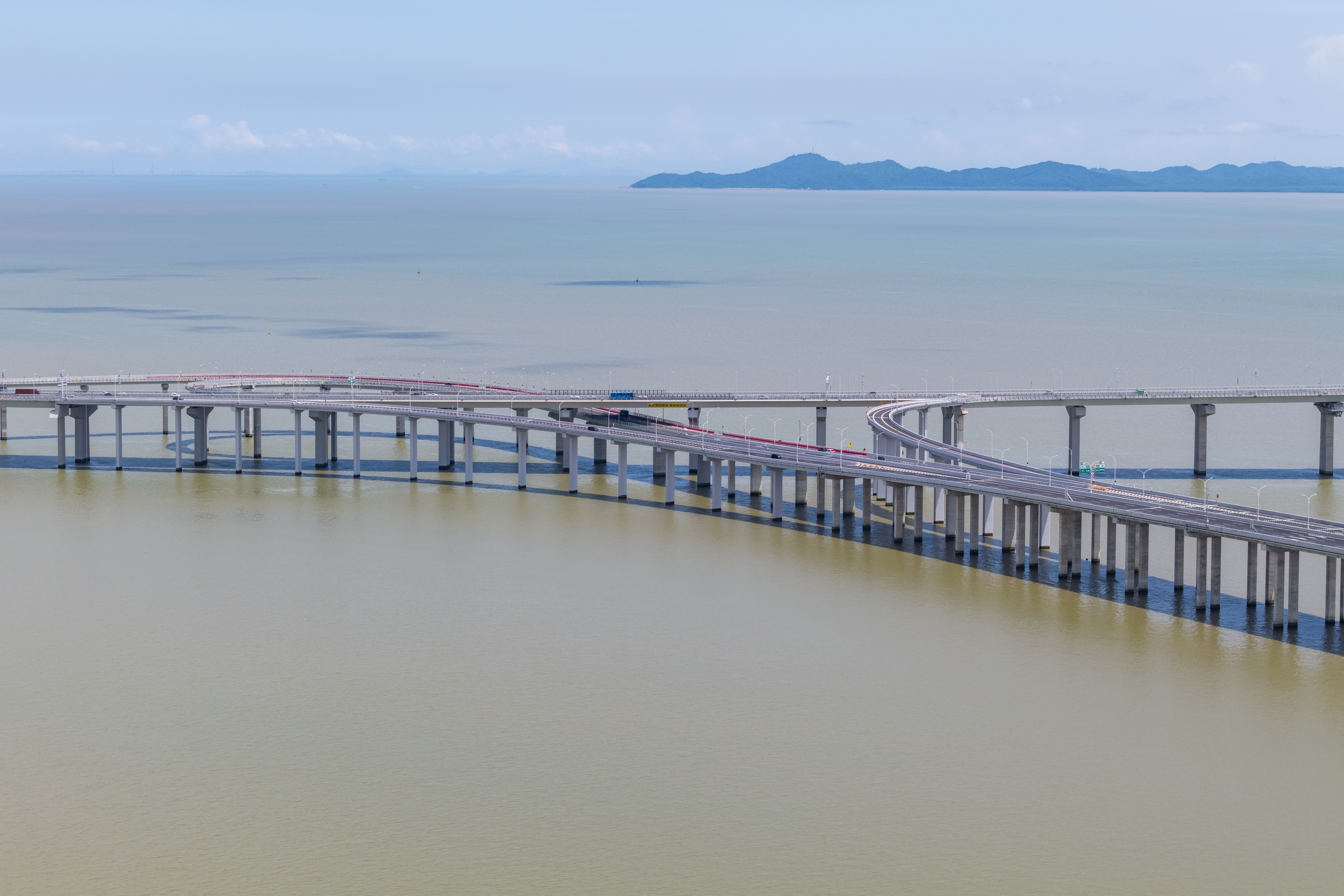
万顷沙互通

| 地区                                                                                         | 里程 | 类型        | 名称             | 连接                                          | 说明                                                                                   |
| -------------------------------------------------------------------------------------------- | ---- | ----------- | ---------------- | --------------------------------------------- | -------------------------------------------------------------------------------------- |
| 深圳市 宝安区                                                                                |      | 枢纽        | 鹤洲互通         | 京港澳高速 沈海高速                           |                                                                                        |
| 深圳市 宝安区                                                                                |      | 出入口      | 机场 金湾        | 機場南路、领航三路 金湾大道、航城大道、宝源路 | 机场出口前往 深圳宝安国际机场 金湾出口仅深圳方向入，中山方向出，无法经深中通道前往中山 |
| 深圳市 宝安区                                                                                |      | 枢纽        | 机场互通         | 广深沿江高速                                  | 跨江段隧道起点 机场互通位于深中通道东人工岛                                            |
| 深圳市 宝安区                                                                                |      | 河流 · 隧道 | 深中隧道         | 深中隧道                                      | 下穿珠江口矾石航道                                                                     |
| 深圳市 宝安区                                                                                |      | 出入口      | 深中通道西人工岛 | 深中通道西人工岛                              | 跨江段隧道终点，桥梁起点 西人工岛尚未对公众开放                                        |
| 深圳市 广州市                                                                                |      | 河流 · 桥梁 | 深中大橋         | 深中大橋                                      | 上跨珠江口伶仃航道                                                                     |
| 广州市 南沙区                                                                                |      | 枢纽        | 万顷沙互通       | 南沙联络线                                    |                                                                                        |
| 广州市 中山市                                                                                |      | 河流 · 桥梁 | 中山大桥         | 中山大桥                                      | 上跨珠江口横门东航道                                                                   |
| 中山市                                                                                       |      | 出入口      | 翠亨东           | 未来大道                                      | 跨江段桥梁终点 中阳高速起点                                                            |
| 中山市                                                                                       |      | 枢纽        | 火炬东互通       | 中开高速 中山东环高速                         | 中山东环高速在建                                                                       |
| 1.000 英里 = 1.609 千米；1.000 千米 = 0.621 英里 并行路段 • 已关闭／取消 • 限制进入 • 未开放 |      |             |                  |                                               |                                                                                        |

## 接驳交通

### 高速公路
向东连接广深沿江高速往深圳市区、深圳机场及广州市，向西连接中开高速公路往中山市翠亨新区及江门市大广海湾经济区。连接广州市南沙区广州南沙经济技术开发区於2024年10月30日开通，定名为南中高速。

### 公交与机场大巴
2024年6月，深圳巴士集团表示将于深中通道通车当天开通深中跨市定制公交专线，行驶路线为中山博览中心—深圳前海湾地铁站；中山公交集团亦表示开行深中跨市公交专线，行驶路线为中山国际人才港—深圳前海湾地铁站。经双方协商敲定，上述两条公交线路将于深中通道开通当日同步开行，并将两条跨市公交分别命名为T01路A线、T01路B线，并在开通初期投入24辆纯电动大巴车，单程票价分别为18元、15元。在营运时间和发班班次方面，T01路A线双向首末班发班时间为6：20-21：30；7：00-21：30，每隔10-20分钟进行发班；T01B线双向首末班发班时间为6:20-21：30；7:00-21:30，每隔20-30分钟进行发班。乘客可通过“深中跨市公交专线”和“深巴出行”小程序购票，也可在车站人工窗口及以车上投币形式购票。
除了通勤巴士，深中两市亦在2024年7月4日开通了首条穿梭巴士。巴士将往返于深圳机场汽车客运站和深中通道旅游集散中心（中山翠亨东），开通初期投入20辆营运班车，首末班时间为9:00-21:00，发班间隔为30分钟/班，单程票价为50元。后续待通勤需求提高后，将提高班次，并实现24小时不间断运营，其中0:00-6:00为60分钟/班，6:00-24:00为10分钟/班。除此之外，深圳巴士集團下屬鵬翔旅運公司於7月17日开设由福田口岸來往中山的「福田口岸深中快線」，每天开行合共16个班次，票價为28元。
在深中通道同步开通当日，由深圳巴士集团与深圳机场集团联合推出的深圳机场至中山航空港机场专线，深圳机场至江门航空港机场专线开通运营，覆盖深圳宝安国际机场所有航班时间，票价根据时段浮动。此外深圳方面在深圳前海梦工场北区规划分别往返深圳湾口岸和海岸城的市内接驳线，票价均为5元，江门市亦制定城区客运站路线布局计划，方便市民更好接驳深圳机场深江空港专线。
而广州（南沙）-深圳跨市公交与广州（南沙）-深圳机场快线于2024年10月30日深中通道南沙支线通车当天同时开通。其中广州（南沙）-深圳跨市公交首末站为深圳前海湾地铁站-广州蕉门公交总站，服务时间为7:00-21:30，票价为25元；广州（南沙）-深圳机场快线首末站为深圳宝安机场-广州蕉门公交总站（南沙城市候机楼），深圳至广州的服务时间为07:10-22:10，广州至深圳的服务时间为05:00-19:00，票价为60元。
| 编号 | 编号           | 线路及运营时间                              | 线路及运营时间 | 线路及运营时间                    | 收费 | 运营商            | 备注及图片                                                                    |
| ---- | -------------- | ------------------------------------------- | -------------- | --------------------------------- | ---- | ----------------- | ----------------------------------------------------------------------------- |
|      | T01A           | （中山）博览中心枢纽 6:20–21:30             | ⇆              | （深圳）前海梦工场北区 7:00–21:30 | 18元 | 巴士五分 中山公汽 | 支持小程序、售票处、刷卡和投币购票 仅执行国家法定优惠乘车政策，设有儿童半价票 |
|      | T01B人才港专线 | （中山）中山国际人才港 6:20–21:30           | ⇆              | （深圳）前海梦工场北区 7:00–21:30 | 17元 | 巴士五分 中山公汽 | 支持小程序、售票处、刷卡和投币购票 仅执行国家法定优惠乘车政策，设有儿童半价票 |
|      | T01B火炬专线   | （中山）中山火炬国际会展中心东门 6:20–21:00 | ⇆              | （深圳）前海梦工场北区 7:00–21:30 | 15元 | 巴士五分 中山公汽 | 支持小程序、售票处、刷卡和投币购票 仅执行国家法定优惠乘车政策，设有儿童半价票 |
|      | T188           | （中山）中山湾区未来科技城 8:00、9:00       | ⇆              | （深圳）前海湾地铁站 18:00、19:30 | 15元 | 巴士五分 中山公汽 | 支持小程序、售票处、刷卡和投币购票 仅执行国家法定优惠乘车政策，设有儿童半价票 |

| 编号 | 编号 | 线路及运营时间                  | 线路及运营时间 | 线路及运营时间                  | 收费 | 运营商            | 备注及图片                                                                    |
| ---- | ---- | ------------------------------- | -------------- | ------------------------------- | ---- | ----------------- | ----------------------------------------------------------------------------- |
|      | T168 | （广州）蕉门公交总站 7:00–21:30 | ⇆              | （深圳）前海湾地铁站 7:00–21:30 | 25元 | 巴士五分 南沙交通 | 支持小程序、售票处、刷卡和投币购票 仅执行国家法定优惠乘车政策，设有儿童半价票 |

### 跨境巴士

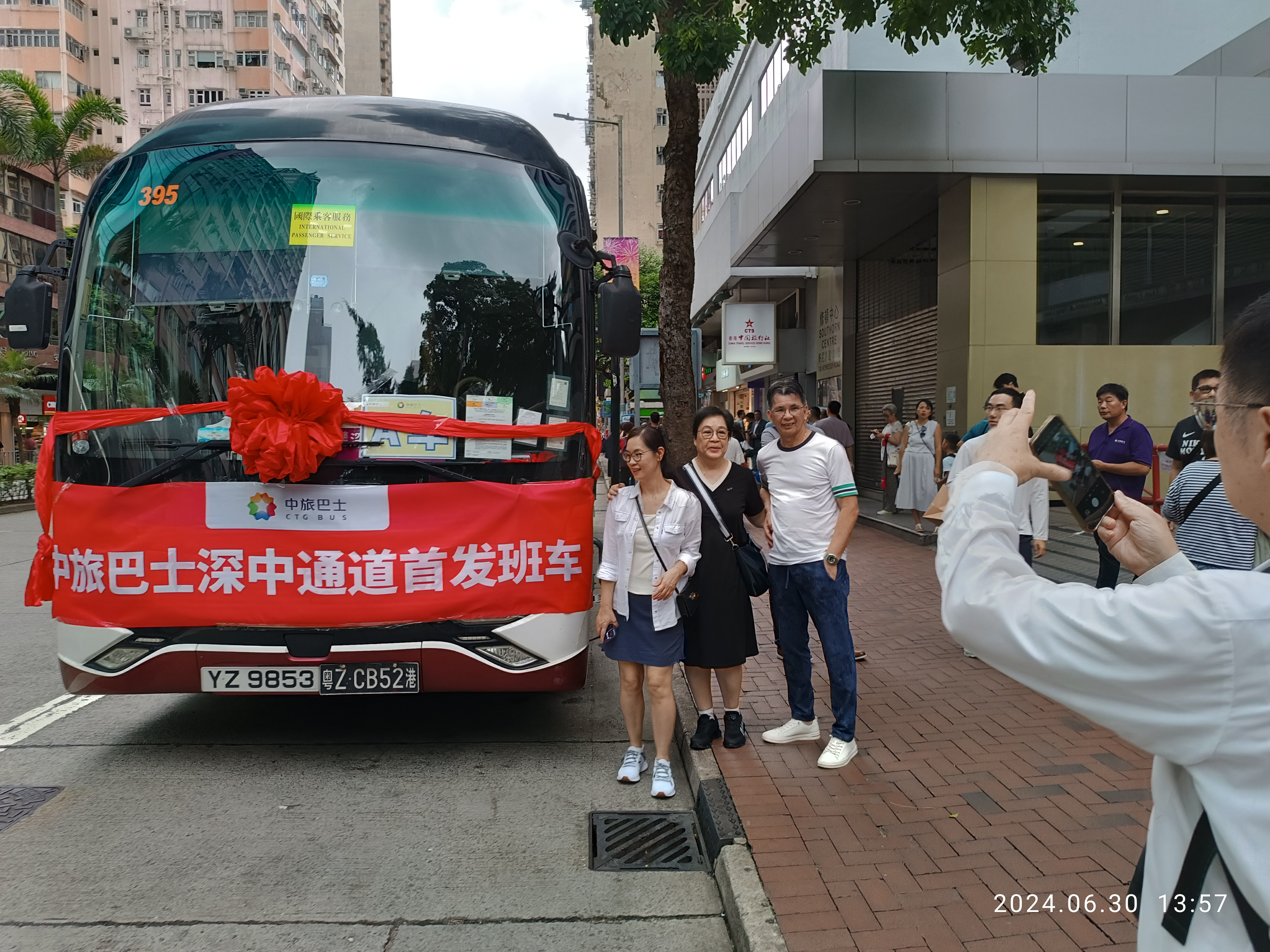
2024年6月30日，香港中旅巴士首班经深中通道的跨境巴士班车开行

深中通道开通后，预计香港往返粵西的跨境巴士班次大部分會改道深中通道行驶，车程较此前经港珠澳大橋或虎門大橋将缩短一小时，同时降低過路費成本。香港跨境巴士公司表示，深中通道开通后班次将会增加，票价亦可较便宜至少十元。另有旅行社针对深中通道的开通调整旅行团行驶路线，同时计划开行更多的一日团。深中通道將為粵港澳大灣區交通基礎建設的互聯互通注入新動力，成為港人北上新選擇。

### 地鐵
經广深沿江高速可以更快地到達深圳地鐵11號線機場站。

## 爭議

### 方案争议
珠江口沿岸各城市在港口航运中心方面競爭非常激烈，在确定跨江通道登陆地点时，沿线各市的意見不一，广州市最初支持與虎門大橋走向相似的“东莞虎门-广州南沙”路线，深圳和中山则要求在各自辖区选择线路节点，最後以“深圳机场南-中山新隆”方案中選。而在建設方案的選擇上，工程報告提出全桥、东桥西隧、东隧西桥和全隧等多种方案，全桥及东桥西隧方案因不能满足深圳机场航空限高要求首先遭到否決，东隧西桥和全隧兩種方案進入最後比選；2013年，廣東省政府常务会议同意深圳和中山两市聯合支持的“东隧西桥”方案为推荐方案，“长隧道”方案作为备选方案。对此，广州市主要领导进京，向国家发改委面呈广州意见。项目最终获批前，深圳方面也多次赴京，向有关部门阐述东隧西桥方案的优越性。
2018年1月，广东省十三届人大一次会议上，省人大代表、广州市人大常委会主任陈建华领衔提出了《关于将深中通道项目由东隧西桥方案调整为全隧方案建设的建议》（省十三届人大一次会议第1259号），希望采用“全隧方案”替代“东隧西桥”方案，替代桥梁的隧道段可由广州市代建，广州市愿意承担方案修改后引发的新增建设投资；6月，广东省交通运输厅以深中大桥通航净高提升至76.5米谢绝了此提案。10月9日，广东省交通运输厅等部门专程到广州市人大常委会介绍该建议办理情况，进一步听取意见建议。陈建华主持了建议办理工作座谈会。广东省交通运输厅厅长李静回应称“以对历史负责、对人民负责的态度做好深中通道的建设工作，更好地服务粤港澳大湾区发展”。12月15日，廣州市人大常委會更罕見將與大橋相關爭議的報道轉載至官網頭條，最终仍未能改变既定方案。
2019年6月10日，广东省发展改革委在近期公布的《关于省政协十二届二次会议第20190878号提案答复的函》中明确表示，深中通道的通航安全影响经过了国家权威机构的论证；伶仃航道通航净高采用的通航净高（76.5米）为世界桥梁之最，充分考虑了广州港所有代表船型的通航需求，充分考虑了未来船舶大型化的发展需求，充分考虑了特种工程船舶及海工装备进出需求，能够满足广州南沙港航运发展的需要。

#### 阻隔南沙港航運
由於深中通道经过的伶仃航道是南沙港和广州港的主要出海航道，广州方面担心，深中通道的跨海大桥限制了進出船隻的高度，影響廣州建设国际航运中心的地位，再现1997年建成的虎门大桥60米通航高度仅4年后不能再满足通航需求的悲剧，转而规划南沙港。廣州市隨即向省政府請示，建议采用全隧方案，并称此方案可实现广深中三市共赢。在广州极力争取下，2015年交通厅向交通部上报的《深中通道项目通航安全影响论证报告》将深中大桥通航净高由73.5米提升至76.5米。
廣州社科院城市戰略研究院副院長張強稱，廣州國際航運中心會受大橋影響，亦會削弱廣州的經濟實力及發展，甚至影響在大灣區的地位，城市話語權也會相應下降。大橋一旦落成，會封鎖南沙港和廣州港的大型貨櫃船進出，廣州官員認為，工程不但影響船運，更會搶走空運和陸路運輸的生意，威脅廣州作為廣東省中心地位。

## 外部連結
- 维基共享资源上的相關多媒體資源：深中通道